# Sales de Llierca
Sales de Llierca település Spanyolországban, Girona tartományban. Sales de Llierca Albanyà, Montagut i Oix, Beuda, Sant Ferriol, Argelaguer és Tortellà községekkel határos. Lakosainak száma 158 fő (2024).

## Népesség
A település népessége az elmúlt években az alábbi módon változott:
| Lakosok száma | 272  | 522  | 315  | 183  | 54   | 108  | 141  | 133  | 154  | 158  |
|               | 1717 | 1887 | 1936 | 1960 | 1986 | 2004 | 2009 | 2014 | 2019 | 2024 |